# Духовна семінарія Геворгян
Духовна семінарія Геворгян (вірм. Գևորգյան Հոգևոր Ճեմարան) — вищий навчальний заклад (семінарія) Вірменської апостольської церкви. Заснована 1874 році Геворгом IV. Знаходиться в Вагаршапаті, недалеко від Ечміадзинського монастиря.

## Історія
У 1872 році католикос Геворг IV ухвалив рішення відкрити нову семінарію Вірменської апостольської церкви. 18 травня 1869 року закладено перший камінь будинку семінарії. Будівництво закінчено 28 вересня 1874 року. 5 жовтня того ж року імператор Олександр II затвердив статут семінарії і дозволив її відкриття.
1917 року семінарію закрили, а 1 листопада 1945 року знову відкрили.
2003 року закінчено повну реставрацію будівлі семінарії.

## Сучасний стан
Тривалість навчання в Духовній семінарії Геворгян становить 6 років. Дипломи про вищу освіту присвоюються відповідно до державних стандартів Вірменії.

### Структура
Керівним органом семінарії є вчена рада, очолювана католикосом усіх вірмен. Навчально-методичний комітет семінарії виконує консультативну роль. Членів комітету обирають за ініціативою вченої ради, затвердженої католикосом. У листопаді 2015 року в семінарії створено комітет з культури.
В даний час[коли?] у семінарії є такі кафедри:
- кафедра біблеїстики;
- кафедра історичної теології;
- кафедра християнської догматики;
- кафедра практичної теології;
- кафедра філології;
- кафедра гуманітарних наук.

## Видатні випускники
- Геворг VI — католикос всіх вірмен[6];
- Комітас (Согомон Согомонян) — композитор, музикознавець[7];
- Аветік Ісаакян — письменник[8];
- Левон Шант — письменник, політичний діяч[9].